# Рода Антар
Рода Антар (араб. رضا عنتر‎;12 сентября 1980, Фритаун, Сьерра-Леоне) — ливанский футболист, полузащитник и нападающий.
Капитан сборной Ливана, рекордсмен по забитым мячам за сборную (20 голов в 56 матчах). Ранее играл в Германии, выступал за «Гамбург», «Фрайбург» и «Кёльн». В составе «Гамбурга» в 2003 году выиграл Кубок немецкой лиги по футболу. С 2009 года выступает в чемпионате Китая.